# Timeflies
Timeflies is een in oktober 2010 gevormd muziekduo bestaande uit producer Rob Resnick (geboren op 26 mei 1989) en Cal Shapiro (geboren op 3 oktober 1988). Het duo is bekend van hun populaire YouTube-covers en originele muziek, en traden voorheen samen op als funkband onder de naam The Ride. In 2016 scoorden ze in Nederland een hit met het nummer "Once in a While".

## Discografie

### Albums
| Titel           | Details                                                                               | Hoogste hitnoteringen | Hoogste hitnoteringen | Hoogste hitnoteringen | Hoogste hitnoteringen |
| Titel           | Details                                                                               | Billboard 200 (VS)    | Top Heatseekers (VS)  | Rap Albums (VS)       |                       |
| --------------- | ------------------------------------------------------------------------------------- | --------------------- | --------------------- | --------------------- | --------------------- |
| The Scotch Tape | - Uitgebracht: 19 september 2011 - Label: eigen beheer - Format: muziekdownload       | —                     | 4 (2 wk)              | —                     |                       |
| After Hours     | - Uitgebracht: 29 april 2014 - Label: Island Records - Format: cd, muziekdownload     | 8 (1 wk)              | —                     | —                     |                       |
| Just for Fun    | - Uitgebracht: 18 september 2015 - Label: Island Records - Format: cd, muziekdownload | —                     | —                     | —                     |                       |